# Каприльо
Каприльо (итал. Capriglio) — коммуна в Италии, располагается в регионе Пьемонт, в провинции Асти.
Население составляет 303 человека (2008 г.), плотность населения составляет 60 чел./км². Занимает площадь 5 км². Почтовый индекс — 14014. Телефонный код — 0141.
Покровителями коммуны почитаются Пресвятая Богородица, празднование во второе воскресение сентября, и святитель  Мартин Турский.

## Демография
Динамика населения:

## Администрация коммуны
- Официальный сайт: